# 미스트랄 (L9013)
미스트랄 (L9013)은 2004년에 건조된 프랑스 해군의 강습상륙함이다. 대한민국 케이조선의 생나자르 조선소에서 주된 부분을 제작한다.
16대의 NH90 헬기 또는 16대의 유로콥터 타이거 공격헬기를 탑재할 수 있다. 4개의 상륙정, 최대 70대의 차량(16대의 르클레르 전차 포함), 또는 40대의 르클레르 탱크를 탑재할 수 있다. 450명의 보병이 탑승할 수 있다. 69개의 침상을 가진 병원이 있어서, 나토군이나 유엔평화유지활동 등에 사용할 수 있다.

## 역사
미스트랄함은 2005년 1월 시운전하여 2006년 2월 취역했다. 2006년 3월 미스트랄함은 툴롱에서 출항해 지중해, 수에즈, 홍해, 지부티, 인도를 거치는 최초의 장거리 항해를 했다.
2010년 2월 러시아에 미스트랄급 함을 판매키로 했다. 러시아는 추가로 건조될 3척도 구매하려 하고 있다.
2008년 12월 체결된 새로운 계약에 의하면 새 미스트랄급 함은 2011~2012년까지 건조될 것이다. STX조선해양의 프랑스 생나자르 조선소에서 전체의 75%에 달하는 주요 부분을 건조할 것이고 DCNS는 전투 시스템만 제작하게 된다. 배의 가격은 4억 2천만 유로이다.
2009년 4월 21일 STX조선해양은 프랑스 정부로부터 미스트랄급 함을 수주했다고 발표했다.
2011년 STX유럽이 러시아 정부로부터 미스트랄급 4척을 수주했고 2척을 건조했다. 그러나 2014년 발발한 우크라이나 전쟁으로 러시아와의 관계가 크게 악화되었고 러시아에 군함 수출을 반대하는 여론이 높아졌다. 결국 2015년 프랑스는 수출 계약을 파기했고 위약금 10억 달러(약 1조원)를 지불하게 되었다.
이후 건조된 두 척을 제3국에 수출하기로 했고 여러 국가들이 거론된 가운데 이집트 해군에서 인수 의사를 밝혔다. 러시아에게 지급할 위약금을 대납하고 프랑스의 동의없이 타국에 매각하는 것을 금지한다는 조건으로 이집트 해군은 미스트랄급을 인도받았다.

## 비교대상
| 함명                     | 국가     | 건조년도 | 길이(m) | 만재배수량(톤) | 헬기 | 수직이착륙기 | 속력(노트) | 마력    | 종류       |
| ------------------------ | -------- | -------- | ------- | -------------- | ---- | ------------ | ---------- | ------- | ---------- |
| 독도함                   | 대한민국 | 2005     | 199     | 19000          | 15   | 0            | 23         | 41,615  | LPH        |
| 휴우가함                 | 일본     | 2007     | 197     | 18000          | 11   | 0            | 30         | 100,000 | DDH        |
| 22DDH                    | 일본     | 2014     | 248     | 27000          | 14   |              | 30         | 112,000 | DDH        |
| 미스트랄함               | 프랑스   | 2004     | 199     | 21300          | 35   | 0            | 19         | 48,679  | BPC        |
| 프린시페 데 아스투리아스 | 스페인   | 1988     | 196     | 17190          | 29   | 29           | 27         | 46,400  | 경항공모함 |
| 주세페 가리발디          | 이탈리아 | 1985     | 180     | 13500          | 18   | 12           | 30         | 82,000  | 경항공모함 |
| 인빈시블                 | 영국     | 1977     | 209     | 20700          | 20   | 20           | 28         | 97,000  | CVS        |
| 오오스미                 | 일본     | 1995     | 178     | 14000          | 0    | 0            | 22         | 26,000  | LST        |
| 짜끄리 나르벳            | 태국     | 1996     | 183     | 11486          | 14   | 14           | 25.5       | 55,450  | 경항공모함 |

DDH-181 휴우가는 이탈리아 해군의 13,850톤급인 주세페 가리발디 항공모함, 스페인 해군의 17,000 톤급 프린시페 데 아스투리아스 항공모함, 영국 해군의 21,000 톤급 인빈시블급 항공모함과 비슷한 외형을 갖추고 있다. PBS 다큐멘터리에 따르면, 휴우가는 제2차 세계대전 이후 제작된 최초의 일본 항공모함이 될 것이라고 한다. 타이의 짜끄리 나르벳은 프린시페 데 아스투리아스를 모델로 한 열화판이다.

## 갤러리

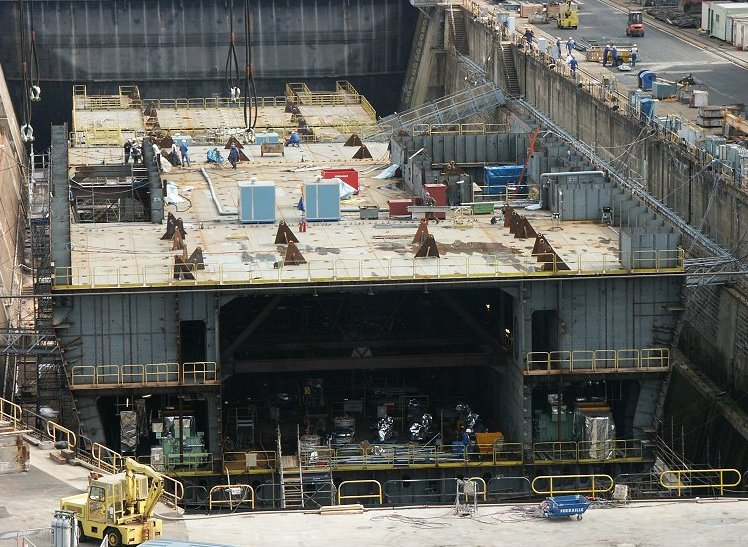
2003년 9월 10일, 브레스트 조선소에서 건조중인 미스트랄함의 뒷부분
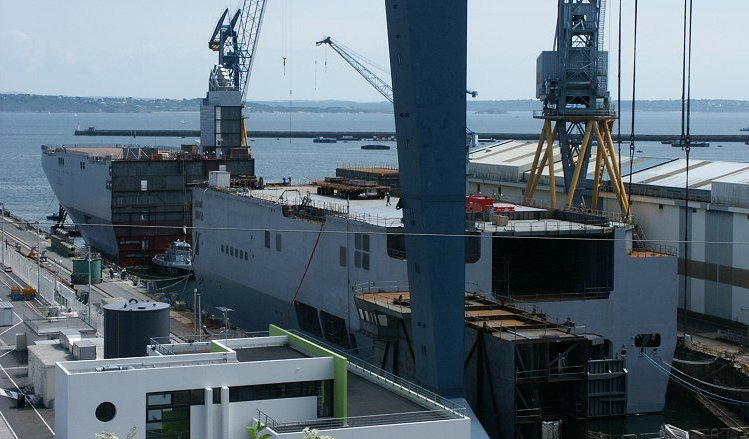
2004년 7월 19일, 생나자르 조선소에서 건조된 미스트랄함 앞부분이 도착해 브레스트 조선소에서 뒷부분과 조립중이다.
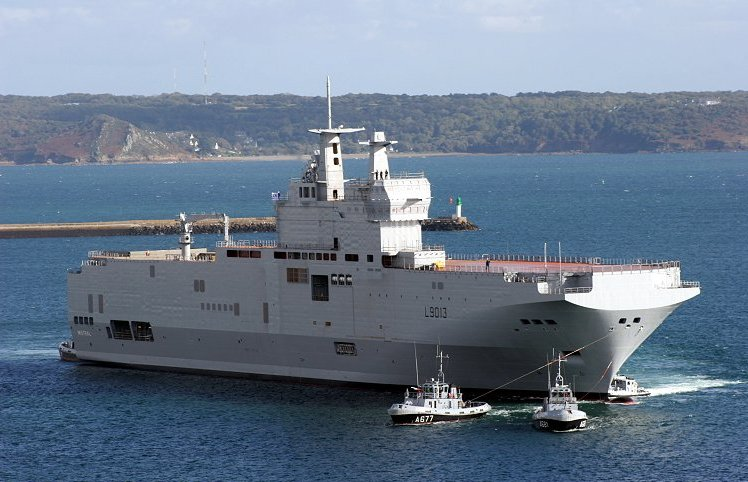
2004년 10월 6일, 브레스트 조선소에서 진수된 미스트랄함
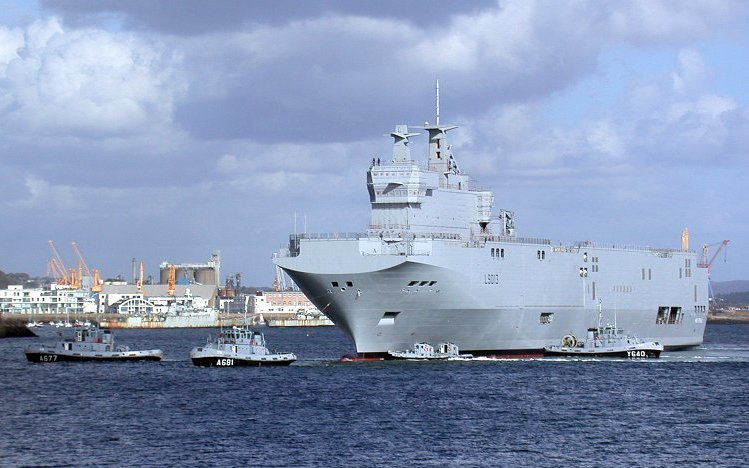
2004년 10월 6일, 브레스트 조선소에서 진수된 미스트랄함